# Sandro Bazadze
Sandro Bazadze (gruz. სანდრო ბაზაძე; ur. 29 lipca 1993 w Tbilisi) – gruziński szermierz, dwukrotny medalista mistrzostw świata, wielokrotny medalista mistrzostw Europy.

## Przebieg kariery
W 2009 wystąpił na mistrzostwach Europy w Płowdiwie, które ukończył na 38. pozycji w klasyfikacji punktowej (wtedy to przegrał z reprezentantem Niemiec Björnem Hubnerem), rok później znalazł się na 47. pozycji w końcowej klasyfikacji mistrzostw Europy w Lipsku (w pierwszej rundzie znów przegrał z Hubnerem). W 2011 zajął 51. pozycję na mistrzostwach świata w Katanii (w 1/64 finału wyeliminowany został przez Rumuna Florina Zalomira) a także był uczestnikiem mistrzostw globu juniorów rozgrywanych w Jordanii (na których zajął 8. pozycję w klasyfikacji punktowej, a przegrał w ćwierćfinale z Nikolaszem Iliászem).
W 2013 zdobył indywidualnie złoty medal mistrzostw Europy juniorów. W kolejnych miesiącach startował m.in. na mistrzostwach Europy w Zagrzebiu (zajął 23. pozycję, przegrał w 1/32 finału z reprezentantem Francji Nicolasem Roussetem) oraz na mistrzostwach świata w Budapeszcie (zajął 16. pozycję w klasyfikacji punktowej, przegrał w 1/16 finału z Niemcem Maxem Hartungem).
W 2016 wystąpił na igrzyskach olimpijskich w Rio de Janeiro, gdzie zmagania zakończył w etapie 1/16 finału, przegrywając pojedynek z reprezentantem Korei Południowej Kim Jung-hwanem 14:15.
W 2017 wystąpił przed własną publicznością na mistrzostwach Europy w Tbilisi i wywalczył indywidualnie brązowy medal (w półfinale przegrał z Maxem Hartungiem). Na mistrzostwach świata w Lipsku zajął 12. pozycję (w trzeciej rundzie pokonał go Koreańczyk Gu Bon-gil). Rok później, podczas mistrzostw Europy w Nowym Sadzie, znów został brązowym medalistą, w półfinale ponownie przegrywając z Hartungiem. Wystąpił na mistrzostwach świata w Wuxi w 2018, gdzie indywidualnie zajął 37. pozycję (w pierwszej rundzie przegrał z Alinem Badeą) i jednocześnie brał udział w zawodach drużynowych, w których Gruzini zajęli 4. pozycję (w półfinale przegrali z Koreą Południową). Na mistrzostwach Europy w Düsseldorfie w 2019 wywalczył trzeci w karierze brązowy medal (w półfinale tym razem uległ Rosjaninowi Kamilowi Ibragimowowi).
Na igrzyskach w Tokio zajął indywidualnie czwarte miejsce. Walkę o medal przegrał ponownie z Kim Jung-hwanem (11:15).
W 2022 roku został brązowym medalistą mistrzostw świata w Kairze (w półfinale został pokonany przez Árona Szilágyi), jak również złotym medalistą mistrzostw Europy w Antalyi (w finale pokonał Lucę Curatoliego). Rok później zdobył srebro na mistrzostwach świata w Mediolanie i złoto na mistrzostwach Europy w Płowdiwie.